# Maurice Konan Kouassi
Maurice Konan Kouassi, né en 1938 à Adjékro en Côte d’Ivoire, est un prélat catholique ivoirien. Il est évêque émérite du diocèse de Daloa depuis 2018.

## Biographie
Maurice Konan Kouassi naît en 1938 à Adjékro en Côte d'Ivoire. Il est ordonné prêtre le 5 juin 1965.
Le pape Jean-Paul II le nomme évêque du Diocèse d'Odienné le 19 décembre 1994. Il est consacré évêque par l’archevêque émérite d’Abidjan, le cardinal Bernard Yago, le 23 avril 1995 ; ses co-consécrateurs étaient Auguste Nobou, archevêque de Korhogo, et Barthélémy Djabla, évêque de San Pedro en Côte d’Ivoire.
Le 22 mars 2005, Maurice Konan Kouassi est nommé évêque du diocèse de Daloa,. Il remplace Pierre-Marie Coty qui a renoncé à la charge pastorale du Diocèse de Daloa pour limite d'age. Le 25 avril 2018, il démissionne du gouvernement pastoral du diocèse en raison de son âge avancé. Le pape François accepte sa démission. Il devient alors évêque émérite du diocèse de Daloa et est remplacé par Marcellin Yao Kouadio.